# Beauties and Bombs
Beauties and Bombs è un cortometraggio del 1918 diretto da William A. Seiter. Il film è la terza regia del regista di New York, che torna a dirigere dopo un intervallo di tre anni dai suoi primi film girati nel 1915.

## Produzione
Il film fu prodotto dalla Pyramid Comedies.